# Landini R 4000
Landini R 4000 è un trattore agricolo italiano a ruote prodotto dalla Landini tra il 1960 e il 1965. 
Utilizzava un motore diesel a 3 cilindri Perkins modello A 3152 raffreddato ad acqua iniezione diretta della potenza di 40 CV cilindrata 2500 cm3. Aveva un peso complessivo di 1700 kg, cambio a 8 marce e una velocità massima di 24,7 km/h.